# 麦晋桁
麦晋桁（英語：John J. Mack，1944年11月17日—）是一位黎巴嫩裔美国企业家，也是摩根斯坦利的首席执行官。

## 生平
是黎巴嫩移民后代。其父亲在12岁的时候来到美国，后来定居北卡罗莱纳。1968年毕业于杜克大学，后进入摩根斯坦利工作三十余年，1997年到2001年担任摩根斯坦利首席执行官。摩根斯坦利与添惠公司合并后，在与裴熙亮的权利争夺中失败，2001年7月被迫离开摩根斯坦利，到瑞士信贷第一波士顿担任首席执行官。2005年重返摩根史坦利，並接替裴熙亮再度出任摩根斯坦利主席兼執行長。
2010年7月15日，作為中國大陸主權基金的中国投资公司曾發布公告，被聘请为中投国际咨询委员会顾问。